# Anomalie (Webserie)
Anomalie ist eine deutsche Independent-Webserie, die von einer Darmstädter Produktionsfirma produziert wurde. Die erste Staffel besteht aus zehn Episoden mit einer Gesamtlaufzeit von etwa 210 Minuten und wurde in den Jahren 2018 und 2019 in Darmstadt und Bremerhaven gedreht. Die Serie wurde auf verschiedenen internationalen Filmfestivals gezeigt und mit zahlreichen Preisen ausgezeichnet.

## Handlung
Die Serie erzählt die Geschichte des zwanzigjährigen Jan, dessen Leben nach dem plötzlichen Tod seiner Mutter völlig aus den Fugen gerät. Nachdem er Hinweise darauf entdeckt, dass die Frau, die er für seine Mutter hielt, möglicherweise nicht seine leibliche Mutter war, begibt sich Jan auf die Suche nach seinen biologischen Eltern. Diese Suche führt ihn nach Darmstadt, wo er gemeinsam mit neuen Freunden auf ein jahrzehntealtes Experiment stößt, das lange vertuscht wurde.
Während ihrer Nachforschungen entdecken Jan und seine Freunde erschreckende Geheimnisse, die nicht nur Jans Leben bedrohen, sondern auch die Grenzen der Realitäten in Frage stellen. Ihre Entdeckungen bleiben nicht unbemerkt, und bald geraten sie ins Visier gefährlicher Mächte, die alles daransetzen, die Wahrheit zu vertuschen.

## Produktion
ANOMALIE wurde von einer unabhängigen Produktionsfirma aus Darmstadt entwickelt und produziert. Die Dreharbeiten fanden in Bremerhaven und an verschiedenen authentischen Orten in Darmstadt statt, darunter das GSI Helmholtzzentrum für Schwerionenforschung, das Klinikum Darmstadt, der Bunker der HEAG und das Wissenschaftssystem-Kongresszentrum darmstadtium.
Stephan Böhl und Christian Stadach zeichneten sowohl für das Drehbuch als auch für die Regie und Produktion verantwortlich.

## Episoden
Die erste Staffel von Anomalie umfasst zehn Episoden mit einer Gesamtlaufzeit von etwa 210 Minuten. Jede Episode führt die Geschichte weiter und enthüllt neue Geheimnisse und Wendungen.

### Episode 1
Nach dem überraschenden Tod seiner Mutter bricht Jans Leben in sich zusammen. War sie gar nicht wirklich seine Mutter? Warum hat sie ihn sein Leben lang belogen? Seine Suche nach Antworten führt ihn von Bremerhaven nach Darmstadt, wo er einem erschütternden Geheimnis auf die Spur kommt.

### Episode 2
Jan macht einen Weggefährten seiner Eltern ausfindig und versucht von ihm mehr über die Vergangenheit zu erfahren. In diesem Zuge lernt er die Studentin Marie kennen. Neben der seelischen Belastung hat Jan zunehmend mit anfallartigen Episoden zu kämpfen.

### Episode 3
Ein unerklärlicher Störfall veranlasst Institutsleiterin Emilia tiefer zu graben. Währenddessen folgt Jan der Spur um Labraccio und findet dabei neue Gefährten.

### Episode 4
Jan, Nick und Marie setzen alle Hebel in Bewegung, um mehr über Jans Anfälle herauszufinden. Emilia konfrontiert ihren Vater und macht eine schockierende Entdeckung.

### Episode 5
Emilia konzentriert nun alle Energie darauf, Jan zu finden, womit sie sich nicht nur Freunde macht, doch Jan bekommt Hilfe von ungeahnter Stelle.

### Episode 6
Jan und Alex stellen fest, dass sie mehr verbindet als gedacht. Unterdessen wird Labraccio mit den Dämonen seiner Vergangenheit konfrontiert.

### Episode 7
Ein unscheinbarer Anruf verstrickt den abgehalfterten Polizisten Rolf in die Geschehnisse und Jan trifft eine radikale Entscheidung.

### Episode 8
Die Sünden der Vergangenheit drängen unaufhaltbar an die Oberfläche. Als die Grenzen zwischen Wahrheit und Lüge verschwimmen, sehen sich alle Beteiligten mit der Frage konfrontiert, wer Freund und wer Feind ist. Kann Jan gerettet werden?

### Episode 9
In der Fremde gestrandet, sieht sich Jan einem neuen Widersacher gegenüber und muss feststellen, dass nichts so ist wie es scheint. Gelingt es ihm endlich, zum Kern der Verschwörung vorzudringen?

### Episode 10
Jans Lage scheint ausweglos. Er muss sich seiner eigenen Rolle in dieser Geschichte stellen. Wird er am Ende die Kraft finden zu kämpfen?

## Besetzung
| Rolle                            | Schauspieler          |
| -------------------------------- | --------------------- |
| Jan Ahrens (HR)                  | Marc Boutter          |
| Marie Burckhardt [DHR]           | Lisa Degner           |
| Rolf Sommer [DHR]                | Randolph Herbst       |
| Alex [NR]                        | Sebastian Herrmann    |
| Carolin Gerlach [NR]             | Juliane Behneke       |
| Dr. Guerino Labraccio [DNR]      | Thomas Bartling       |
| Julius van Leeuwen [DNR]         | Patrick Dewayne       |
| Magnus van Leeuwen [DNR]         | Thomas Mill           |
| Nickolay Sorokin [DNR]           | Joris Schwarz         |
| Steven Bennet [DNR]              | Ryan Wichert          |
| Luisa Ahrens [DNR]               | Anna-Marlene Wirtz    |
| Jessica [NR]                     | Jutta Fastian         |
| Falk Gerlach [NR]                | Rüdiger Hauffe        |
| Assistent [NR]                   | Christoph Visone      |
| Mel [NR]                         | Saskia Simunek        |
| Julius van Leeuwen - jung - [NR] | Lenny Patrick Dewayne |
| Frau B. [TR]                     | Letizia Bohl          |
| Wissenschaftler [TR]             | Mike Gerhard          |
| Krankenschwester [TR]            | Petra Mott            |
| Rezeptionistin [TR]              | Birgit Reibel         |
| Wachmann [TR]                    | Steffen Jung          |
| Security Mann [TR]               | Thomas Fiebig         |
| Krankenschwester [TR]            | Gerrit-Milena Falker  |
| Emilia van Leeuwen               | Grace Risch           |

## Veröffentlichungen
Die Serie Anomalie feierte ihre Premiere auf verschiedenen internationalen Filmfestivals, bevor sie für ein breiteres Publikum verfügbar gemacht wurde.
Die Serie ist seit dem 10. September 2024 auf der Streaming-Plattform Amazon Freevee verfügbar.

## Rezeption und Auszeichnungen
Die Serie wurde auf mehreren internationalen Festivals gezeigt und mit insgesamt 14 Preisen ausgezeichnet. Dazu gehören Auszeichnungen in den Kategorien beste Serie, beste Regie, beste Kameraarbeit und bester Sound.
| Preisträger        | Jahr | Preis                        | Kategorie                               |          |
| ------------------ | ---- | ---------------------------- | --------------------------------------- | -------- |
| Marco Eisenbarth   | 2020 | Buenos Aires Series 2020     | Best Director of Photography Short Form | gewonnen |
| Marco Eisenbarth   | 2020 | Sicily Webfest 2020          | Best Cinematography                     | gewonnen |
| Stephan Böhl       | 2020 | Die Seriale 2020             | Best Production Design                  | gewonnen |
| Marco Eisenbarth   | 2019 | Digital Media Fest Rome 2019 | Best Photography                        | gewonnen |
| Christian Stadach  | 2019 | Die Seriale 2019             | Best Director                           | gewonnen |
| Christian Stadach  | 2019 | Digital Media Fest Rome 2019 | Best Screenplay                         | gewonnen |
| Anna-Marlene Wirtz | 2019 | Asia Web Awards 2019         | Best Actress In A Sci-Fi                | gewonnen |
| Tag & Nacht Media  | 2019 | Seoul Webfest 2019           | Best Series of all genres               | gewonnen |
| Tag & Nacht Media  | 2019 | Minnesota Webfest 2019       | Best Overall Series                     | gewonnen |
| Tag & Nacht Media  | 2019 | Bilbao Seriesland 2019       | Best Showrunner                         | gewonnen |
| Tag & Nacht Media  | 2019 | Digital Media Fest Rome 2019 | Best International Series               | gewonnen |
| Tag & Nacht Media  | 2019 | Asia Web Awards 2019         | Best Web Series Of All Genres           | gewonnen |
| Thomas Meudt       | 2018 | Buenos Aires Series 2020     | Best Sound Short Form                   | gewonnen |
| Stephan Böhl       | 2018 | Bilbao Seriesland 2019       | Best Sound                              | gewonnen |